# Michał Gedeon Radziwiłł
Le prince Michał Gedeon Hieronim Radziwiłł, en français Michel Gédéon Jérôme Radziwill, né le 24 septembre 1778 à Varsovie où il est mort le 24 mai 1850, est un aristocrate polonais, membre d'une famille importante du grand-duché de Lituanie. En tant qu'officier de l'armée polonaise, il a participé à l'insurrection de Kościuszko (1794), aux guerres napoléoniennes et à l'insurrection de 1830-1831. Il a été promu général de brigade en 1811 et a été commandant en chef de l'armée polonaise en janvier-février 1831.

## Biographie

### Origines familiales et formation
Michel Gédéon Radziwill est le fils du prince Michel Jérôme Radziwill (1744-1831), gouverneur de Wilno (Vilnius), et de son épouse Hélène, née comtesse Przezdziecka (1753-1821), fille d'un vice-chancelier de Lituanie.
Il est le frère notamment d'Antoine Henri Radziwill (1775-1833), lieutenant du roi de Prusse dans le grand-duché de Posen, de 1815 à sa mort.
Âgé de 16 ans seulement, il participe en 1794 à l'insurrection de Kościuszko, dont l'échec est le prélude au troisième partage de la Pologne, qui met fin à la république des Deux Nations (Pologne et Lituanie).

### Dutroisième partage de la Pologneà la paix de Tilsit (1795-1807)
À la suite des trois partages qu'elle a subis (1772, 1793 et 1795), le territoire de la Pologne est désormais entièrement partagé entre la Russie, la Prusse et l'Autriche. Varsovie devient le chef-lieu de la province prussienne de Prusse-Méridionale.
En 1806, alors que Napoléon est engagé dans la guerre de la Quatrième coalition contre la Prusse et la Russie, Michel Radziwill rejoint les Légions du Nord, unités créées pour accueillir principalement des soldats polonais déserteurs de l'armée prussienne, en liaison avec l'insurrection de Grande-Pologne (province de Prusse-Méridionale), qui commence en novembre 1806.
Il participe ainsi à la campagne de 1807, marquée par les victoires françaises à Iéna et à Friedland.
Le 18 janvier 1807, il est promu colonel et prend le commandement de la première légion après le général Zajączek. Cette unité fait partie de la division du général Ménard et est envoyée contre Stettin.

### Carrière dans le duché de Varsovie (1807-1815)
La paix de Tilsit en juillet 1807 rétablit un État polonais sous tutelle française, le duché de Varsovie. Les troupes polonaises de la Grande Armée sont intégrées à l'armée du duché : la Première Légion est incorporée dans les 5e et 6e régiments d'infanterie et Michel Radziwill prend le commandement du 5e.
Le 11 décembre 1811, il est promu général de brigade.
En 1812, il participe à la campagne de Russie au sein du Xe Corps d'armée (général MacDonald) ; après la retraite, il se trouve en 1813 à la défense de Gdańsk (Dantzig), dans un corps commandé par le général Rapp, qui ne capitule que le 29 novembre 1813, alors que Napoléon, vaincu à Leipzig en octobre, se replie vers la France ; le duché de Varsovie est soumis à l'occupation de l'armée russe.
En 1815, Michel Radziwill épouse Alexandra Stecka. Elle lui apporte en dot le domaine de Szpanów en Volhynie (près de Rivne, actuelle Ukraine) et le domaine de Szarkowy en Petite-Pologne (dans la commune de Nowy Korczyn).
La même année, le congrès de Vienne fait du duché de Varsovie un royaume attribué au tsar de Russie Alexandre I, « roi de Pologne ».

### Carrière dans leroyaume de Pologne(1815-1830)
Comme d'autres Polonais de la Grande Armée, notamment le général Zajączek, qui va être nommé vice-roi, il se rallie à la solution d'une Pologne sous tutelle russe et est intégré dans l'armée du royaume, affecté à la 1re division d'infanterie en tant que général surnuméraire. Il est même promu général de division, mais est démobilisé le 27 décembre 1815.
Il participe ensuite à la vie politique du royaume comme sénateur, castellan à partir de 1822, puis voïvode à partir de 1825.
En 1828, il fait partie du Tribunal de la Diète (Sąd sejmowy), organe chargé de juger les personnes accusées de haute trahison.
D'importants travaux d'aménagement du parc et de reconstruction du palais ont lieu durant cette période à Szpanow, qui, en 1830, est considéré comme un lieu remarquable de la Volhynie.

### L'insurrection de 1830-1831
Après le déclenchement de l'insurrection du royaume de Pologne le 29 novembre 1830, il est coopté dès le 1er décembre au conseil d'administration (l'organisme gouvernemental), qui devient le 3 décembre le « Gouvernement provisoire du royaume de Pologne », présidé par le prince Adam Czartoryski.
Le 20 janvier 1831, à la suite de la démission du général Chlopicki, commandant en chef, Michel Radziwill prend sa succession. Le 25 janvier, il signe en tant que sénateur l'acte de déposition de Nicolas I du trône de Pologne.
Il va très vite être confronté à l'offensive russe du général Diebitsch, lancée le 4 février. À la fin du mois de février a lieu la bataille de Grochów, qui est indécise : les troupes polonaises sont obligées de battre en retraite, mais les Russes ont subi des pertes considérables et ne peuvent pas dans l'immédiat poursuivre l'offensive. Michel Radziwill démissionne cependant dès le 26 février et est remplacé par le général Skrzynecki.

### Après l'insurrection
La répression s'abat sur la famille de Michel Radziwill, qui est condamné à la l'exil en Russie, à Iaroslavl, au nord-est de Moscou ; il y est accompagné par sa femme et ses enfants. Ses biens sont confisqués et attribués à un neveu de Michel, Léon Radziwill, aide de camp du tsar. Celui-ci cèdera aux enfants de son oncle deux domaines qu'il possède dans le royaume, Nieborow et Bolimow.
Les exilés sont autorisés à rentrer en 1836. Radziwill est moralement affaibli. Ils s'installent à Varsovie et à partir de 1838, c'est Alexandra qui devient responsable des domaines reçus par ses enfants encore mineurs.
Elle s'installe à Nieborow après la mort de son époux.

## Distinctions
- Croix de chevalier de l'ordre militaire de Virtuti Militari (1808)
- Croix de chevalier et d'officier de la Légion d'honneur (1807 et 1813),
- Commanderie russe de la croix de Malte
- Ordre bavarois de Saint Hubert

## Mariage et descendance
Il épouse en 1815 Aleksandra Stecka (pl) qui lui a donne 3 enfants:
- Michalina Radziwiłł (1816-1883)
- Karol Andrzej (pl) (1821-1886)
- Zygmunt (pl) (1822-1892);

Alexandra Radziwillowa (1796-1864), peintre amateure, a consacré beaucoup de temps au domaine de Szpanow, puis à celui de Nieborow. Elle décède à Paris (Passy) où elle s'était installée en 1863.

## Source
- (pl) Cet article est partiellement ou en totalité issu de l’article de Wikipédia en polonais intitulé « Michał Gedeon Radziwiłł » (voir la liste des auteurs).